# 亚兹德
亞茲德（Yazd，[jæzd] ⓘ），前稱Yezd，是伊朗亞茲德省的省會。城市位於伊斯法罕東南270公里（170英里）。在公元2011年所做的人口普查結果，當地人口整體為529,673人，目前是伊朗第15大城市。自2017年以來，這座歷史古城被聯合國教育、科學及文化組織列為世界遺產。
由於世代居民已適應當地的沙漠環境，亞茲德擁有獨特的波斯建築形式，暱稱“風塔之城” (شهر بادگیرها Shahr-e Badgirha)。這座城市也有其他的特色建築，如祆教的火廟、儲水槽、坎兒井、儲冰塔，還有具有特色的波斯手工藝品、手工編織布塔美(波斯termeh)、絲綢編織、以及波斯棉花糖，和其他聞名已久的糖果坊。亞茲德也因當地悠久的騎自行車歷史，和居民人均自行車數量之多，而被稱為自行車之城。據報導，自行車文化是亞茲德在上個世紀與歐洲以及其他地區的遊客接觸而後導入，發展而成。

## 城市名稱
亞茲德的意思是“純潔”和“神聖”，亞茲德市是“歸於一的神聖城市（這個一，即為上帝）” 。

## 歷史
亞茲德所在地在古典時代晚期，即薩珊王朝的時期開始嶄露頭角。亞茲德一世（在位時期公元399年到420年）在亞茲德建立一個鑄幣廠（鑄幣廠縮寫為“YZ”），表明城市重要性日益增加。根據1441年的波斯語編年史“Tazkh-i Yazd”（“亞茲德史”），亞茲德由“巴赫拉姆（Bahram）之子亞茲格（Yazdegerd）”，即亞茲德二世（在位時期438年到457年）所重建。“yazd”一字是上帝的意思。阿拉伯人征服伊朗之後，許多祆教教徒從鄰近的省份遷移到亞茲德。祆教教徒透過繳稅，仍可保持原有的信仰。而伊斯蘭教是在日後才逐漸成為當地的主要宗教。

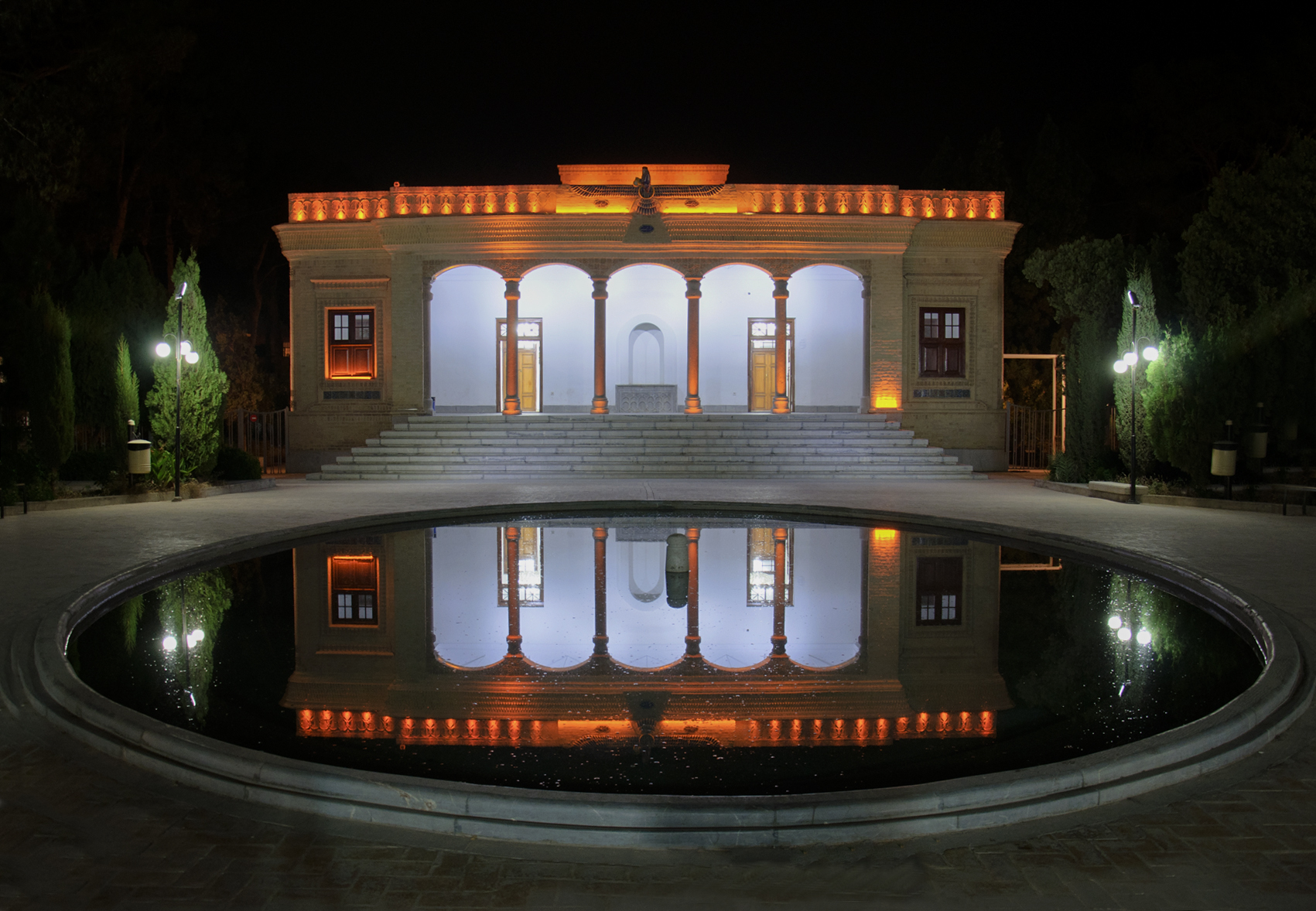
亞茲德火神廟夜景

由於亞茲德偏遠的沙漠位置，不易進出，當地在很大程度上不受大型戰事的影響，因此少受到破壞。例如，在蒙古入侵期間，這裡是波斯帝國其他地區人們的避風港。公元1272年，馬可波羅拜訪過這裡，他對這座城市的高級絲綢編織業有所評論。他在馬可·波羅遊記一書中對亞茲德的描述是：
這是一個美好而高尚的城市，貿易量很大。當地人編織一定數量的稱為Yasdi的絲綢布料，商人將其運送到各處銷售。當離開這個城市，繼續旅行時，會在大平原上騎行七天，沿路僅有三個接待處。途中有許多精美的椰棗樹，結實累累，旅人可輕鬆穿越其間。狩獵和放鷹是當地盛行的運動，那裡有鷓鴣，鵪鶉和其他豐富的禽類，因此，經過這裡的商人會有很多消遣的方式。也有野驢，那是美麗的動物。在平原上七天旅行的結尾，會抵達一個名為克爾曼（Kerman）的美好王國。
亞茲德在公元14世紀曾短暫做過莫扎法爾王朝的首都，但在1350年到1351年被謝赫·阿布·伊沙克（Shaikh Abu Ishaq）麾下的英基德王朝部隊圍困過，但未被攻陷。星期五（或會眾)）清真寺可說是該市最大的建築地標（此處是指亞茲德聚禮清真寺），還有其他重要建築物都在此一時期建設完成。在卡扎爾王朝（公元18世紀）期間，它由巴赫蒂亚里人部落的領袖所統治。
在薩非王朝（16世紀）統治下，一些人從亞茲德移出，在今天位於伊朗與阿富汗邊界的地區定居。新定居點名為亞茲迪 （Yazdi），位於阿富汗法拉省的法拉市。到今日，法拉市人們的口音與亞茲德人的口音非常相似。
亞茲德的特色是當地以家庭為中心的文化。根據伊朗國家民事登記組織的官方統計，亞茲德是伊朗離婚率最低的三個城市之一。

## 人口學資料

### 語言和種族群
亞茲德居民大多數是波斯人，他們說波斯語時，所用的Yazdi口音與德黑蘭的波斯語口音不同。

### 宗教
亞茲德居民大多數是穆斯林。城市中還有相當數量的祆教教徒。2013年，色潘塔·尼克能當選為亞茲德市議會議員，並成為伊朗第一位信奉祆教的議員。當地曾經有一個相對較大的猶太人-亞茲迪（Yazdi）社區，但是在以色列建國之後，許多人基於各種因素而移民到那裡，以色列前總統摩西·卡察夫就是其中一例。
Pir-e-Naraki聖殿是祆教教徒的重要朝聖目的地之一，每年會舉行聚會，並在這段期間進行頻繁的聖殿禮拜。現在此地也是一個著名的旅遊勝地。
其他幾種城市的傳統包含有穆斯林的遊行和聚會，主要是稱為azadari（穆哈蘭姆月哀悼）的遊行，以紀念主要伊斯蘭殉難者和其他重要人物所經歷的事件。為舉行這些大型公眾聚會，而建有一系列的廣場，由於多數廣場都靠近重要的城市古蹟，因此這些廣場在其他時間，可用作遊客城市遊覽的重要樞紐。

### 人口
根據2011年伊朗所做的人口普查，亞茲德都會有168,528個家庭，總人數486,152人，其中包括297,546名男性和285,136名女性。

### 歷史遺跡

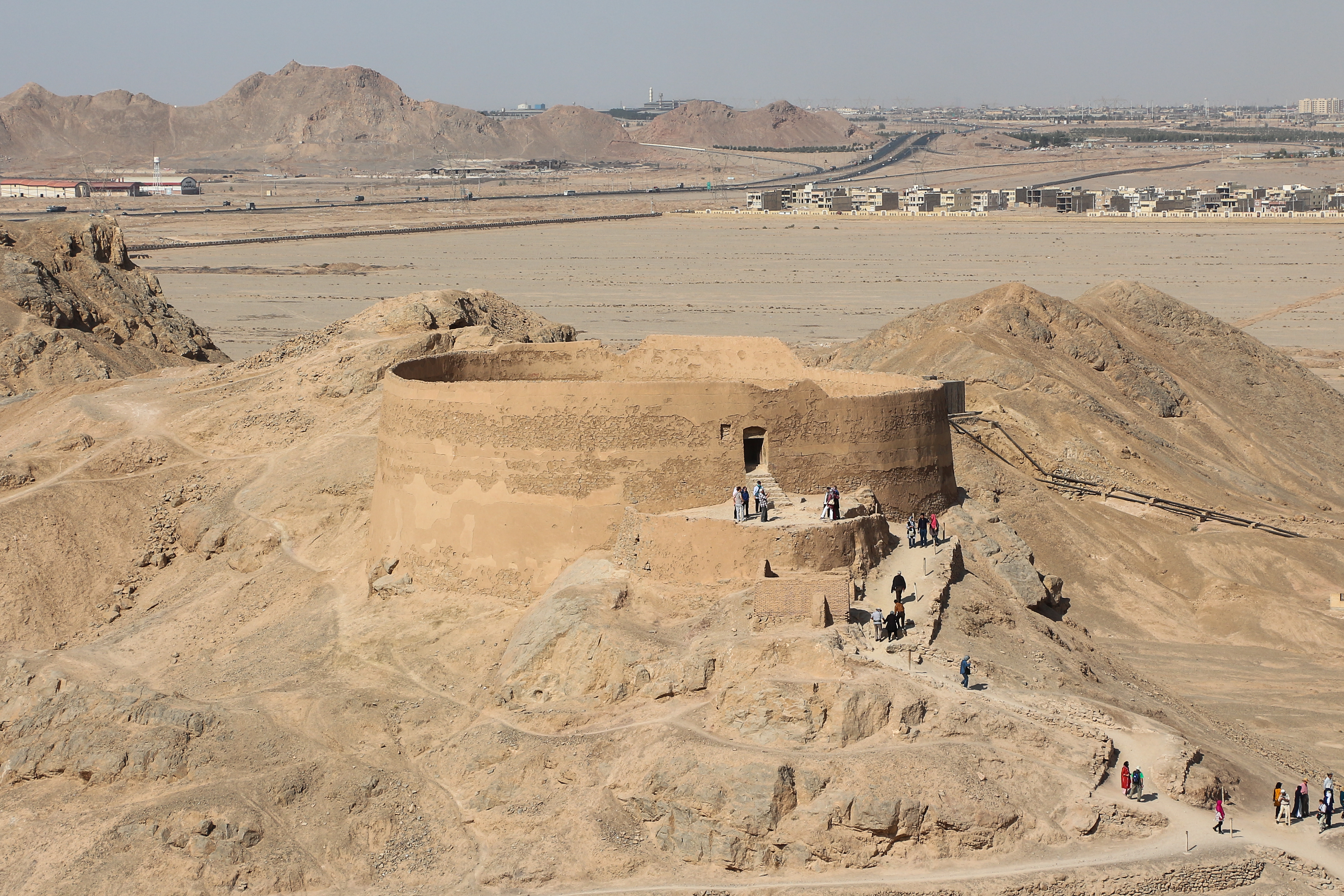
在亞茲德附近的沉默之塔（當地稱為dakhma）

亞茲德是富有特色波斯建築的重要中心。由於氣候的關係，當地的坎兒井灌溉系統規模位居世界最大之列，亞茲德的坎兒井工程人員被認為是伊朗同行中最熟練者。
為了應對極端炎熱的夏天，亞茲德的許多老建築都建有宏偉的風塔和廣大的地下層。
這座城市也是擁有(儲冰塔)建物的重要範例城市，這些儲冰塔曾被用來儲存從附近山區冰川中取回的冰塊。亞茲德是幾乎完全由土坯建造成的巨大城市之一。
亞茲作為祆教中心，對這種宗教的傳承也很重要。郊區有座沉默之塔(波斯語Dakhma，往生者在這兒進行天葬)，這座城市有一座火神廟（波斯語ateshkadeh），裡面點然火種，自公元470年以來一直燃燒，未曾間斷過。當地祆教教徒徒人數約有20,000–40,000人，佔城市人口的比率約為5％至10％。
亞茲德聚禮清真寺建於公元12世紀，至今仍在使用，這座清真寺擁有波斯最好的馬賽克工藝，是出色建築的典範。它的宣禮塔的高度是伊朗全國第一。

## 地理

### 氣候
亞茲德是沙漠型氣候（柯本氣候分類法中的BWh類型），是伊朗主要城市中最乾燥者，年降水量為49毫米（1.9英寸），降水天數只有23天，夏季溫度經常在無濕氣的烈日下會超過攝氏40度（華氏104度）。即使在晚上，夏天的溫度也相當令人不舒服。在冬季，白天仍然溫和晴朗，但是在早晨，稀薄的空氣和低沉的雲層會讓低溫降低，有時可能會低於攝氏零度（華氏32度）。
| 亚兹德                                                             | 亚兹德      | 亚兹德      | 亚兹德      | 亚兹德      | 亚兹德       | 亚兹德       | 亚兹德       | 亚兹德       | 亚兹德       | 亚兹德      | 亚兹德      | 亚兹德      | 亚兹德       |
| 月份                                                               | 1月         | 2月         | 3月         | 4月         | 5月          | 6月          | 7月          | 8月          | 9月          | 10月        | 11月        | 12月        | 全年         |
| ------------------------------------------------------------------ | ----------- | ----------- | ----------- | ----------- | ------------ | ------------ | ------------ | ------------ | ------------ | ----------- | ----------- | ----------- | ------------ |
| 历史最高温 °C（°F）                                                | 27.0 (80.6) | 28.0 (82.4) | 32.0 (89.6) | 37.0 (98.6) | 41.0 (105.8) | 44.0 (111.2) | 45.0 (113.0) | 45.6 (114.1) | 42.0 (107.6) | 36.0 (96.8) | 30.0 (86.0) | 27.4 (81.3) | 45.6 (114.1) |
| 平均高温 °C（°F）                                                  | 12.9 (55.2) | 15.9 (60.6) | 20.6 (69.1) | 26.0 (78.8) | 32.2 (90.0)  | 37.2 (99.0)  | 39.6 (103.3) | 38.1 (100.6) | 34.0 (93.2)  | 27.6 (81.7) | 19.3 (66.7) | 14.0 (57.2) | 26.5 (79.6)  |
| 日均气温 °C（°F）                                                  | 6.3 (43.3)  | 9.0 (48.2)  | 13.8 (56.8) | 18.7 (65.7) | 24.5 (76.1)  | 29.4 (84.9)  | 31.7 (89.1)  | 29.9 (85.8)  | 25.4 (77.7)  | 19.3 (66.7) | 11.7 (53.1) | 6.9 (44.4)  | 18.9 (66.0)  |
| 平均低温 °C（°F）                                                  | −0.3 (31.5) | 2.2 (36.0)  | 7.0 (44.6)  | 11.5 (52.7) | 16.8 (62.2)  | 21.7 (71.1)  | 23.8 (74.8)  | 21.8 (71.2)  | 16.9 (62.4)  | 11.0 (51.8) | 4.2 (39.6)  | −0.1 (31.8) | 11.4 (52.5)  |
| 历史最低温 °C（°F）                                                | −14 (7)     | −10 (14)    | −7 (19)     | 0.0 (32.0)  | 5.6 (42.1)   | 11.0 (51.8)  | 16.0 (60.8)  | 12.0 (53.6)  | 2.0 (35.6)   | −3 (27)     | −10 (14)    | −16 (3)     | −16 (3)      |
| 平均降水量 mm（）                                                  | 7.0 (0.28)  | 0.8 (0.03)  | 11.0 (0.43) | 21.9 (0.86) | 0.6 (0.02)   | 2.0 (0.08)   | 0.0 (0.0)    | 0.0 (0.0)    | 3.0 (0.12)   | 0.0 (0.0)   | 2.0 (0.08)  | 0.0 (0.0)   | 48.3 (1.9)   |
| 平均降水天数                                                       | 1           | 3           | 2           | 11          | 1            | 1            | 1            | 0            | 1            | 0           | 2           | 0           | 23           |
| 平均相對濕度（％）                                                 | 53          | 46          | 37          | 33          | 25           | 18           | 17           | 18           | 19           | 27          | 38          | 47          | 32           |
| 月均日照時數                                                       | 181.6       | 203.0       | 207.5       | 230.9       | 293.9        | 334.1        | 340.7        | 335.0        | 313.1        | 278.1       | 217.8       | 193.4       | 3,129.1      |
| 来源1：Climate-Data.org                                            |             |             |             |             |              |              |              |              |              |             |             |             |              |
| 来源2：美國國家海洋暨大氣總署 (extremes, sun, humidity, 1961–1990) |             |             |             |             |              |              |              |              |              |             |             |             |              |

## 經濟
亞茲德一直以其高品質的絲綢和地毯而著稱，如今是伊朗紡織工業中心之一。還有相當多的陶瓷和建築材料行業，以及獨特的糖果和珠寶行業。人口中很大部分受僱於其他行業，例如農業、乳製品、金屬加工、和機械製造。有許多公司參與發展中的信息技術行業，主要是生產電纜和連接器等重要材料。伊朗的通信技術自從1989年在亞茲德設立光導纖維生產工廠後，開始有長足的發展。
亞茲德的糖果產品受到伊朗全國消費者的歡迎，並且是吸引遊客到當地旅遊的原因之一。糖果製造商的工作坊（khalifehs，專家的意思）將食譜視為機密，許多都是世代相傳，他們仍然維持私人家族企業的營業方式。果仁蜜餅（Baklava），伊朗油炸餅(ghotab)和伊朗棉花糖是當地最受歡迎的糖果。
亞茲德水博物館（Yazd Water Museum）於2000年開放；館內展出各式儲水容器和歷史上與水有關的技術。
亞茲德自1980年代以來開始擴展其工業領域。當地擁有至少三個主要工業區，每個工業區各有70多個工廠，成為伊朗技術最先進的城市之一。

## 相片集錦

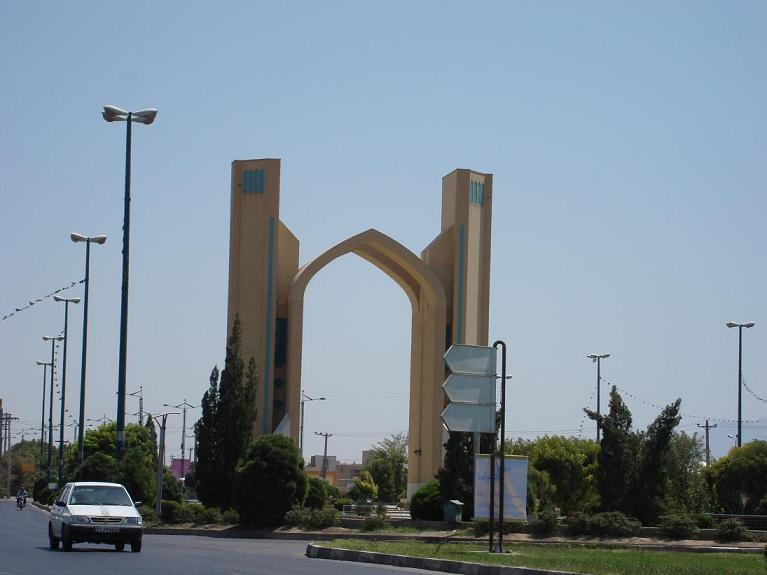
亞茲德城市進口
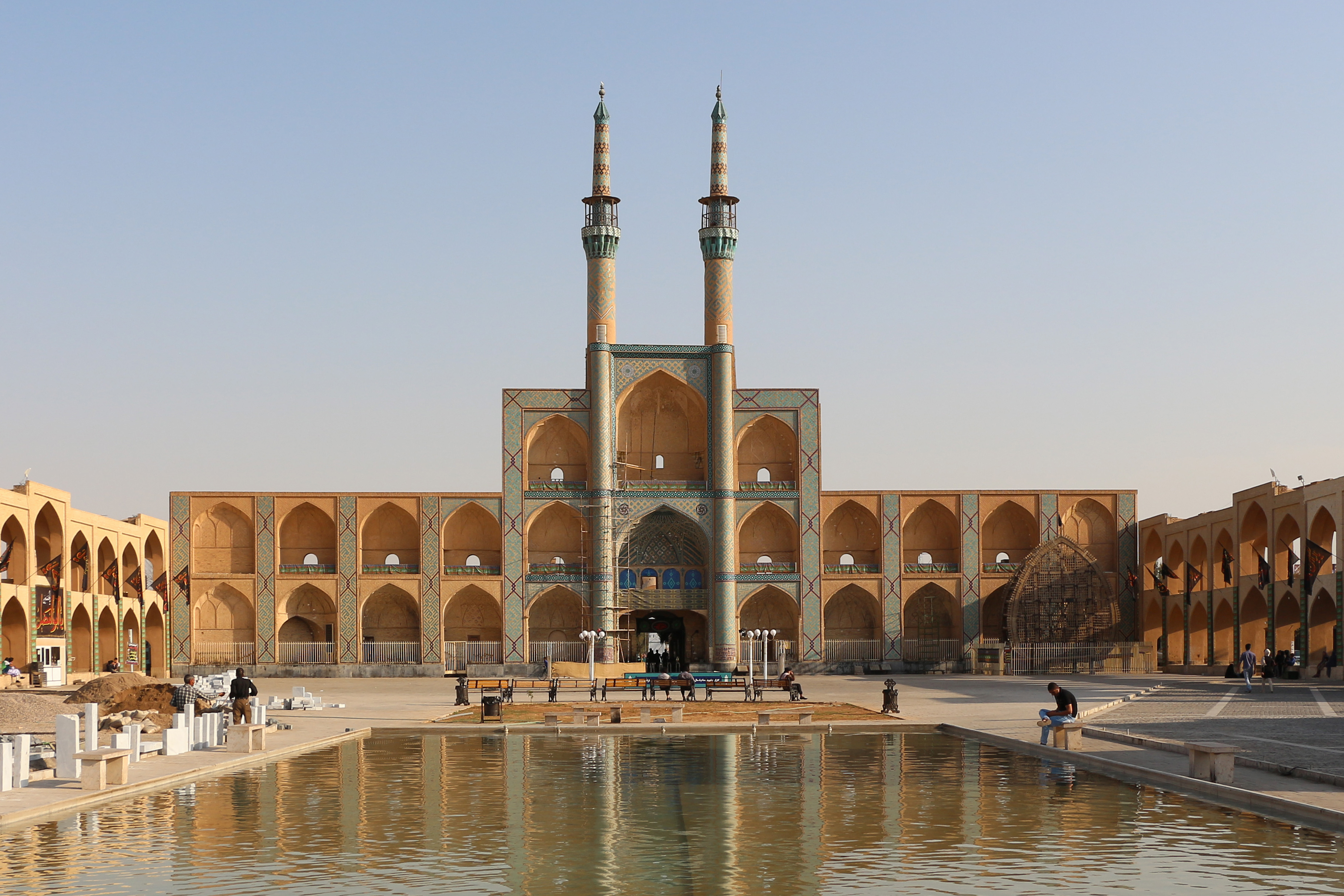
阿米爾喬赫馬克建築群
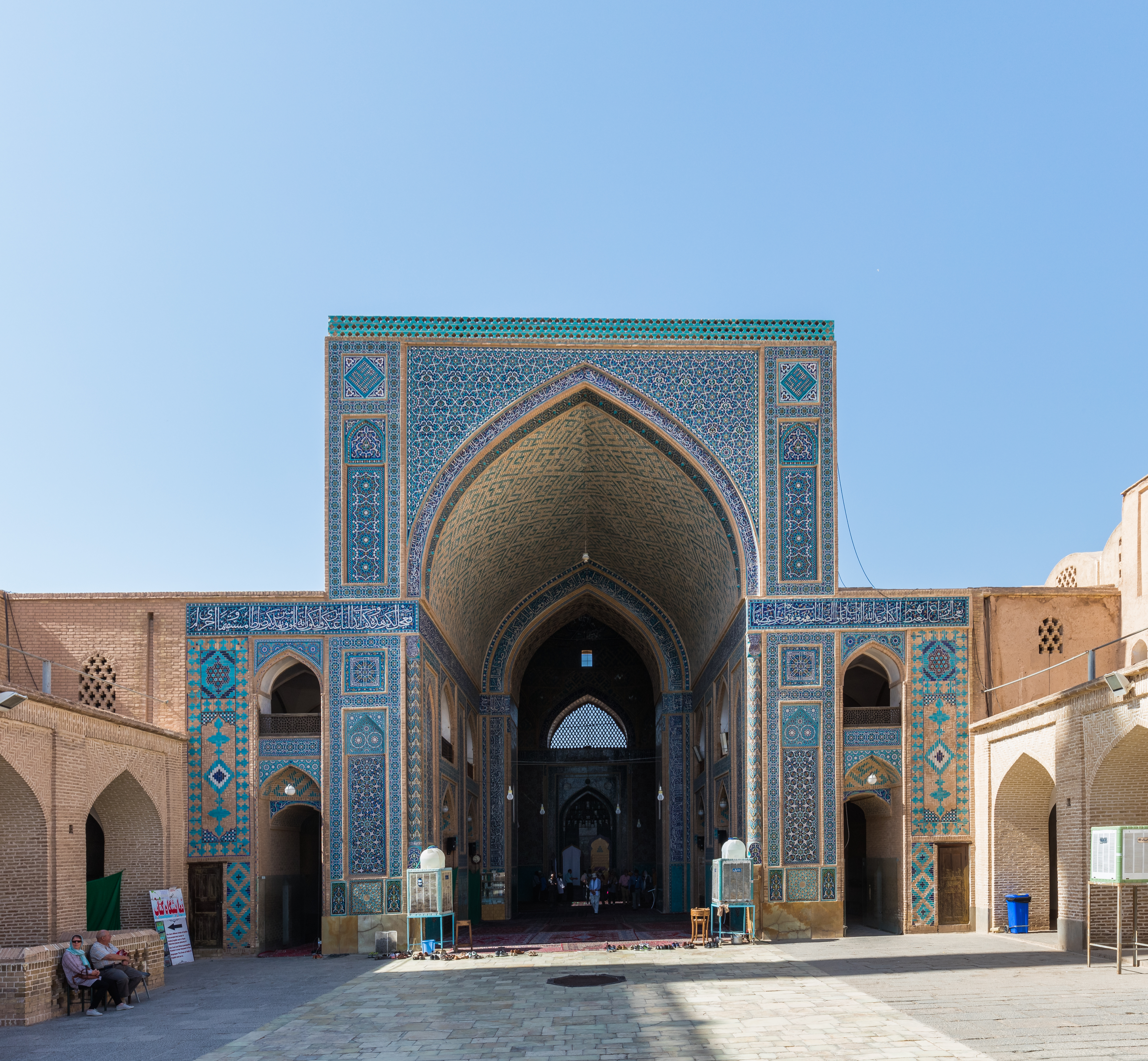
亞茲德聚禮清真寺
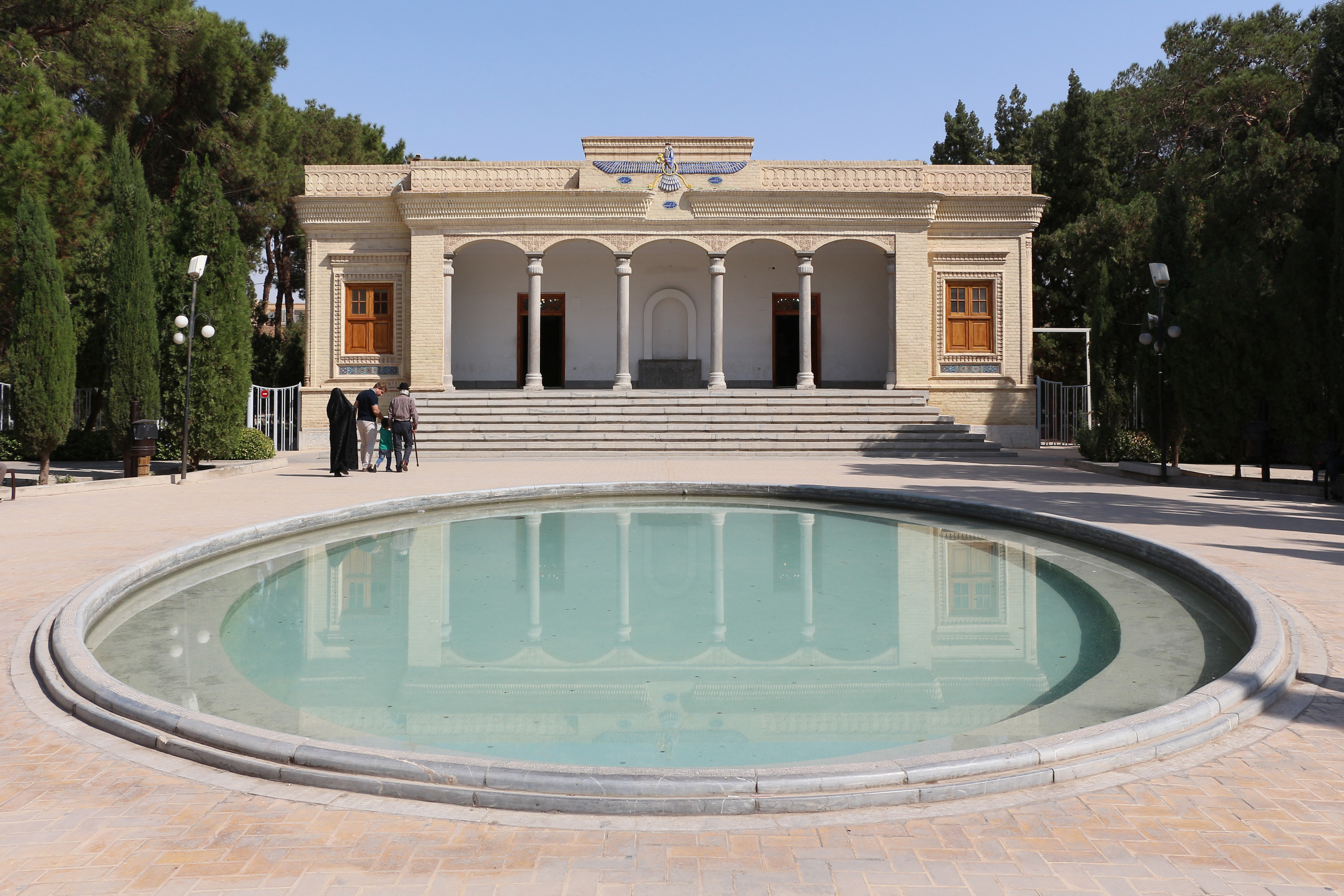
火神廟
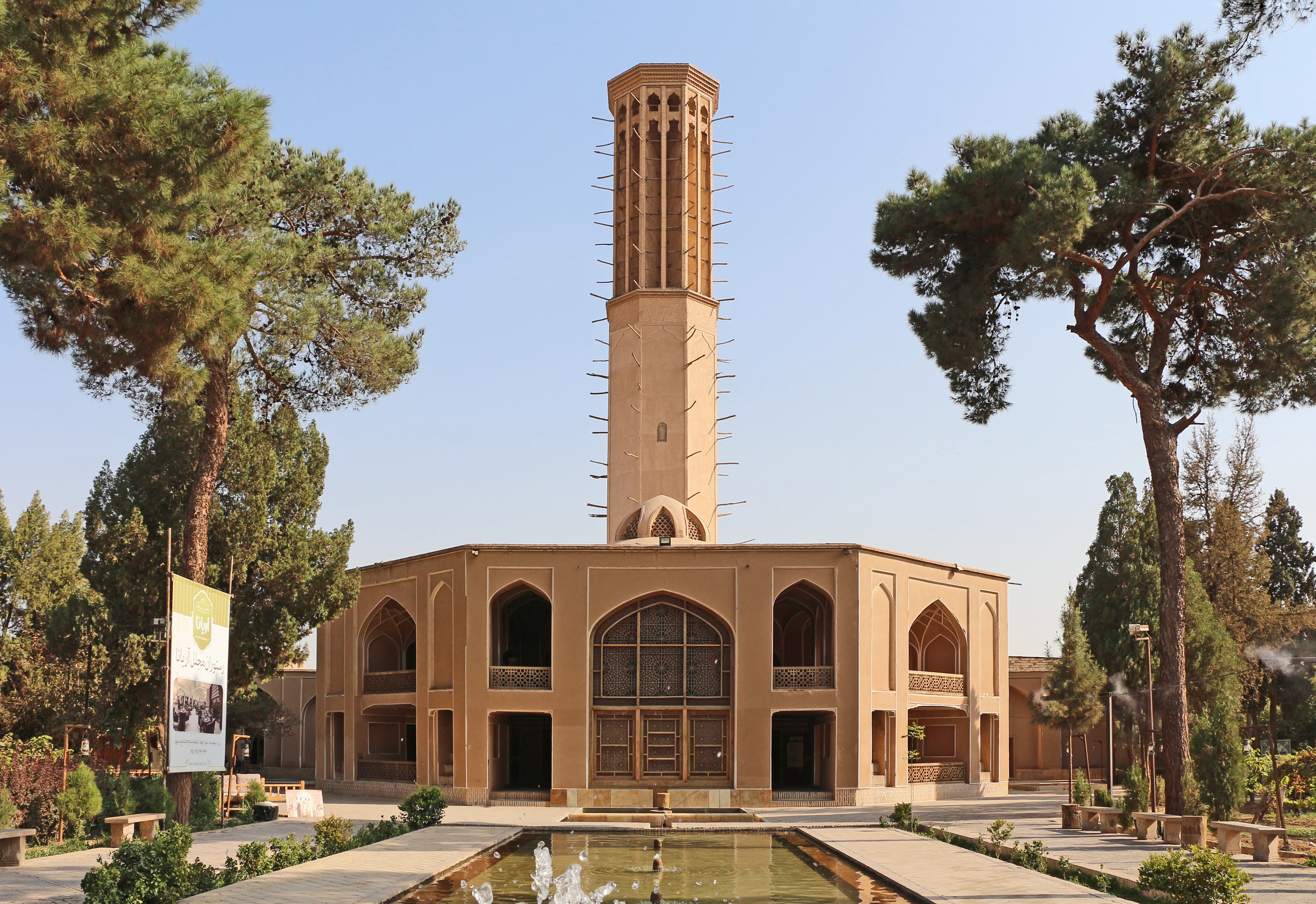
都拉塔巴德花園中亭樓
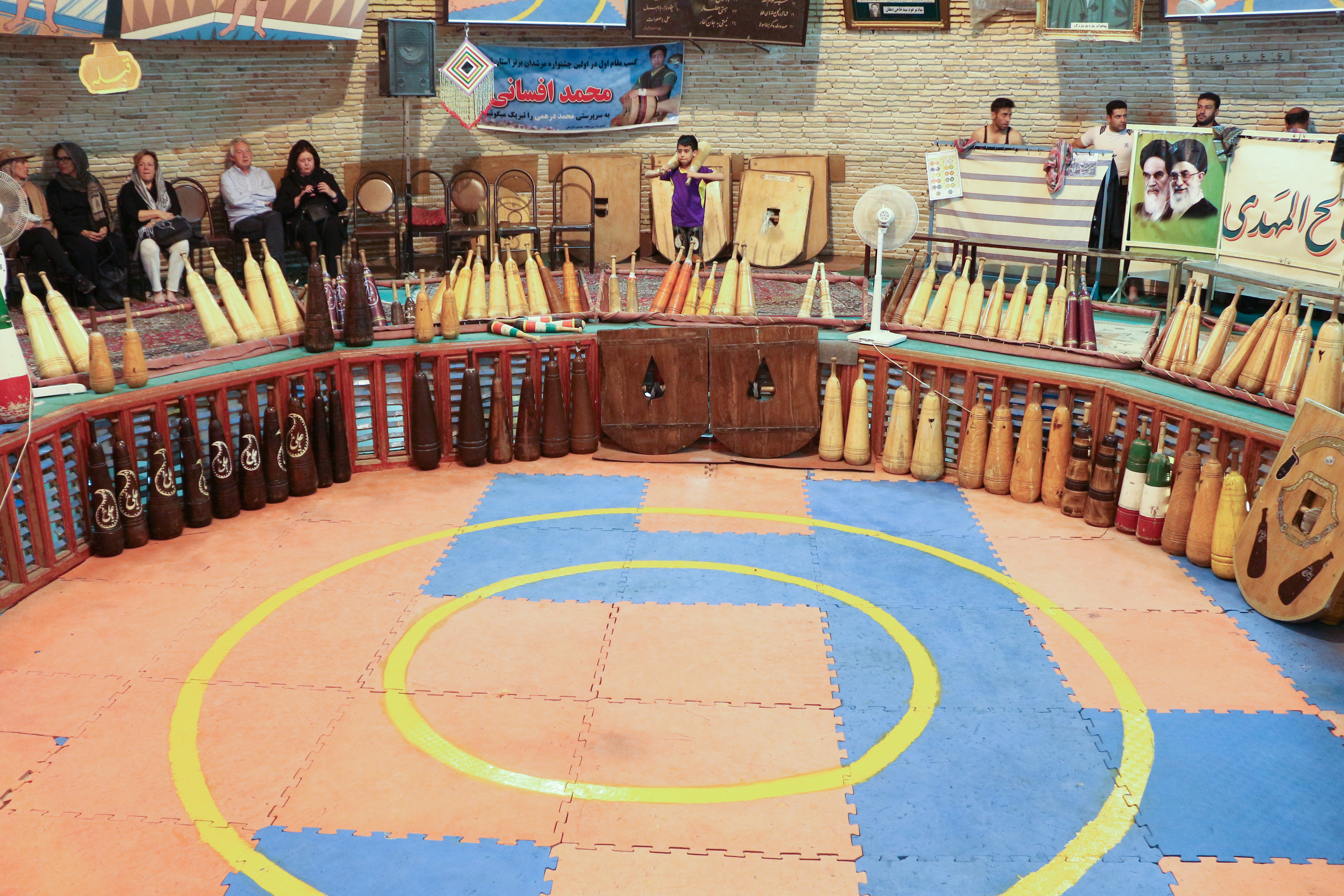
亞茲德一處英雄體育場地
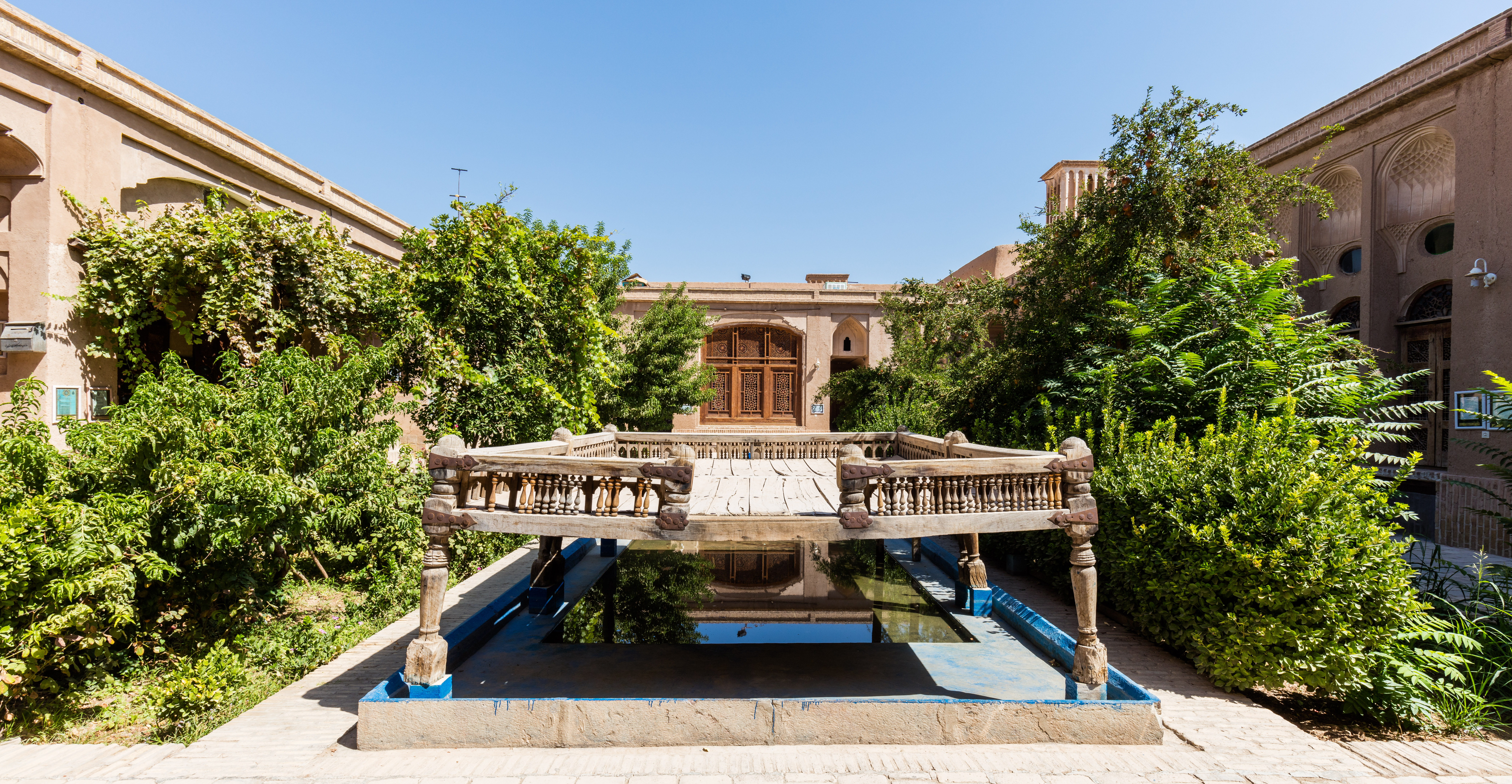
亞茲德豪宅之一-Lari House
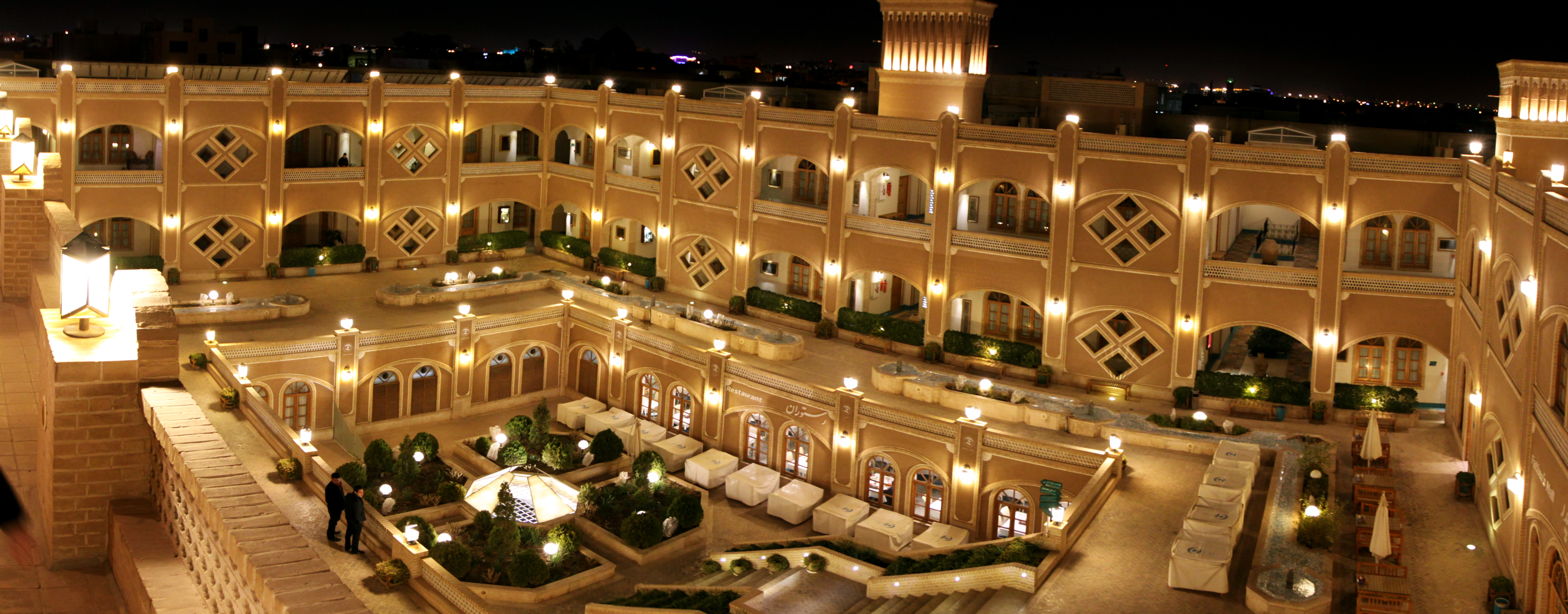
亞茲德Dad酒店